# Korpiklaani
Korpiklaani (фін. Лісовий клан) — фінський фолк-метал гурт.

## Історія

### Шаманський дует
Йонне Ярвеля створив гурт у 1993 році під назвою Shamaani Duo. Вони виступали в ресторані «Hullu poro» в Лапландії. З 1997 року змінили назву гурту на «Shaman» і випустили два альбоми: Idja (саамською «Ніч», 1999) і Shamániac (2002). У останньому альбомі гурту «Shaman» вже наявні деякі риси майбутнього стилю Korpiklaani. Під цією назвою вийшов альбом народної музики (Hunka Lunka) до того, як Ярвеля переїхав, а «Shamaani Duo» перетворився на «Shaman».

### Шаман
Shaman був другим втіленням Korpiklaani, утвореним у 1997 році, який вирізнявся інтенсивним використанням оригінальних елементів рідної саамської музики та текстів північносаамською мовою. Музика гурту була заснована на народній музиці Shamaani Duo. Найбільш широко використовувані елементи — шаманський барабан, йоїк та хумппа. Окрім йойка, вокал варіюється від чистого до досить агресивного гроулінгу.
Музичний стиль Shaman досить самобутній, особливо в повільних піснях, завдяки привабливій атмосфері, яку створює монофонічне, «вузьке» звучання синтезатора, що створює глибокий контраст з об'ємним звучанням акустичної гітари, шаманського барабана і співу йойка.
Першим записом, що вийшов під назвою Shaman, став демо-сингл Ođđa máilbmi (Новий світ північносаамською мовою). Відеокліп, знятий на цю пісню, показував вовка, який вирвався з клітки і побіг до лісу. Окрім синглу, пісня увійшла до першого повноформатного альбому гурту Idja (Ніч на північному саамському, 1999).
Ще один альбом, Shamániac, гурт випустив у 2002 році.

### Korpiklaani
У 2003 році гурт отримав нову назву «Korpiklaani». Зміна назви супроводжувалася також змінами у музиці: синтезатор замінили на справжні народні інструменти, замість саамської мови та традиційного саамського співу йойк почали більше використовувати фінську та англійську мови.
Йонне Ярвеля вважає свою роботу з Finntroll каталізатором зміщення акцентів з фолку на метал. Тексти їхніх пісень часто пов'язані з алкоголем і вечірками. У перших трьох альбомах гурту більшість пісень були англійською мовою і лише кілька фінською. Однак у наступних релізах це змінилося, і більшість пісень в останніх альбомах гурту виконується фінською мовою. Назва Korpiklaani фінською мовою означає «Клан глушини». У розмовній мові «korpi» означає темний старий ліс. У біології — бореальний ліс, що виникає на вологих моренних ґрунтах, характеризується густим ростом ялини та глибоким шаром моху в якості підліску.
За словами Йонне Ярвеля, музику Korpiklaani у Фінляндії сприймають, як «музику для людей похилого віку з гітарами у стилі хеві-метал».

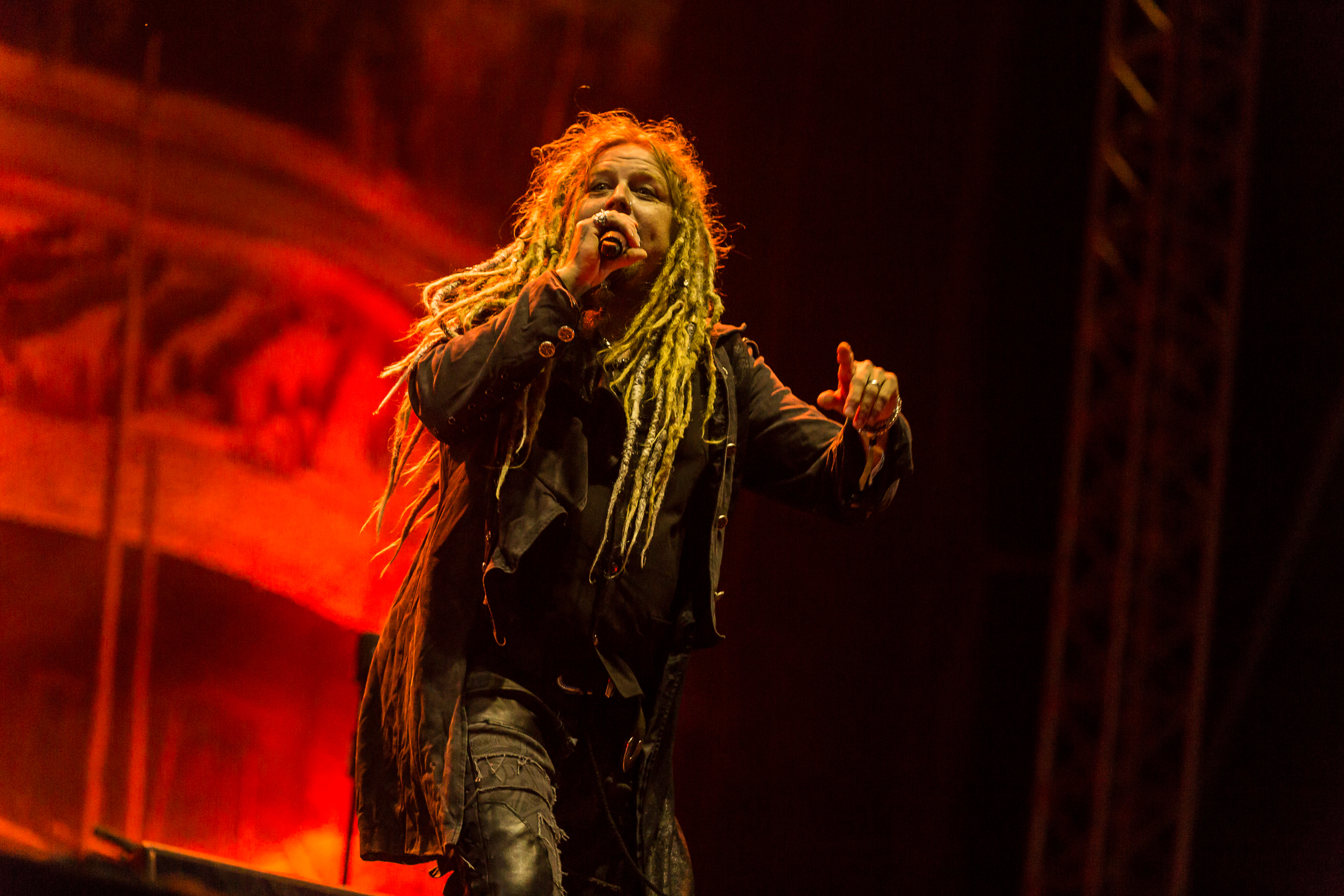
Йонне Ярвеля (лютий 2019)

Між Korpiklaani і Finntroll була певна співпраця, оскільки Саму Руотсалайнен з Finntroll надав сесійні барабани для їх дебютного альбому Spirit of the Forest, а Ярвеля надав йойку для заголовного треку альбому Finntroll Jaktens Tid.
Юха Юркас написав кілька фінських текстів для Korpiklaani, а з 2011 року тексти пише поет Туомас Кескімякі, який пише тексти старофінською мовою «kalevalametre».
13 вересня 2011 року було оголошено, що Яакко Лемметтю йде з гурту через проблеми зі здоров'ям. Натомість взяли студента факультету народної музики Академії ім. Сібеліуса Теєму Еерола. Це перший за всю історію Корпіклаані випадок, коли змінився склад. Еерола вперше виступив із гуртом на концерті в Роттердамі 24 вересня. Через деякий час у складі Korpiklaani знову відбулися зміни — 22 лютого 2012 року Теєму змінив скрипаль Туомас Роунакарі.
3 серпня 2012 в гурта вийшов альбом "Manala" також вперше з'явився новий скрипаль гурту Туомас Рунакарі . Акордеоніст Юхо Кауппінен покинув гурт на початку 2013 року, Самі Перттула став новим учасником.
Гурт Korpiklaani постійно збільшував свою міжнародну популярність завдяки регулярним виступам за кордоном. Korpiklani подали заявку на конкурс нової музики Uuden Musiikin Kilpailu 2012 з піснею Metsälle.

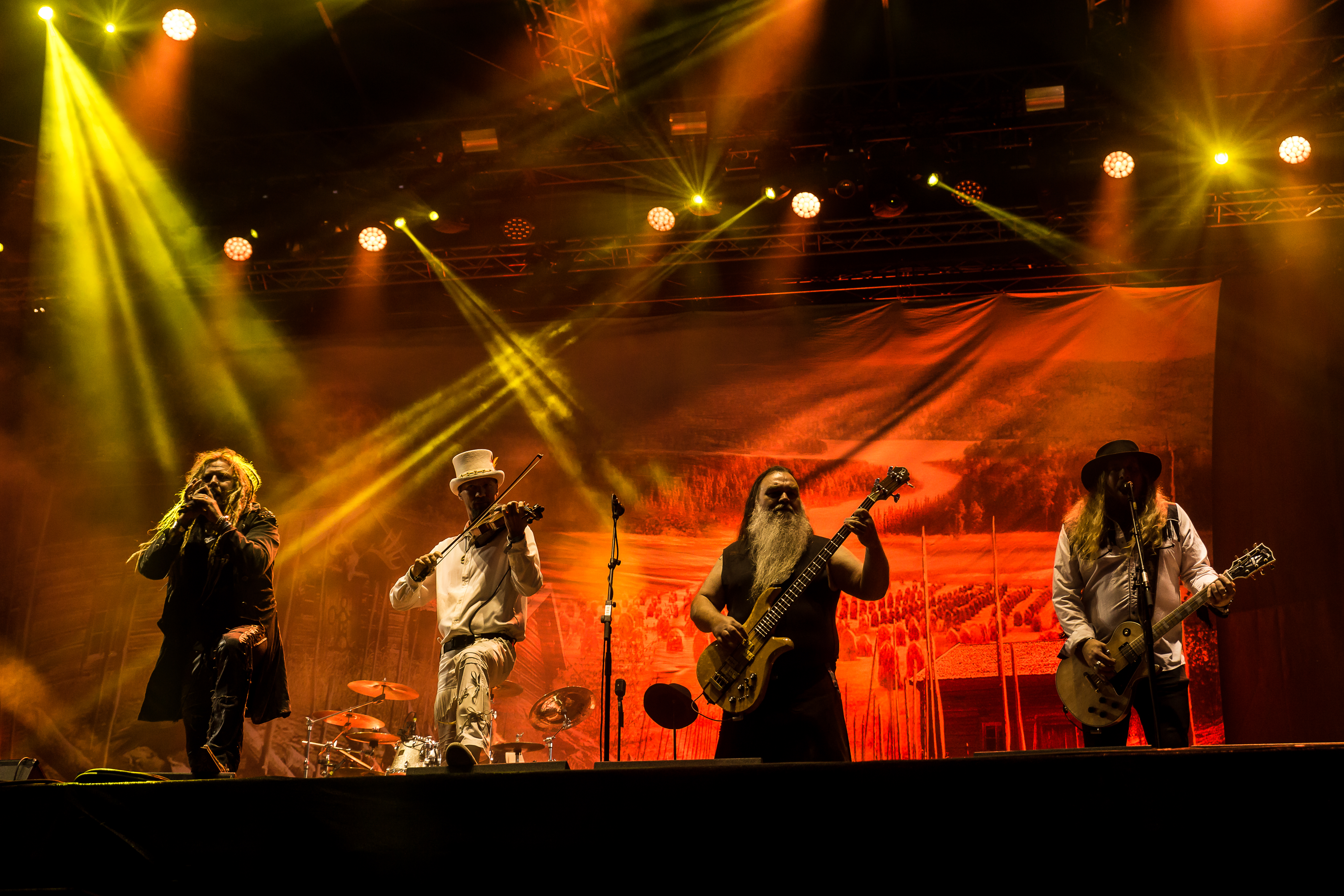
Korpiklaani на Rockharz Open Air 2019 у Балленштедті.

У липні 2018 року група виступила з групою Джина Сіммонса на Masters of Rock після того, як він позичив бас у Яркко Аалтонена.

### Книга Folk Metal Big 5
У квітні 2020 року вийшла книга Folk Metal Big 5, написана Маркусом Лааксо та опублікована Like, про Ensiferum, Moonsorrow, Finntroll, Turisaksi та Korpiklaani.

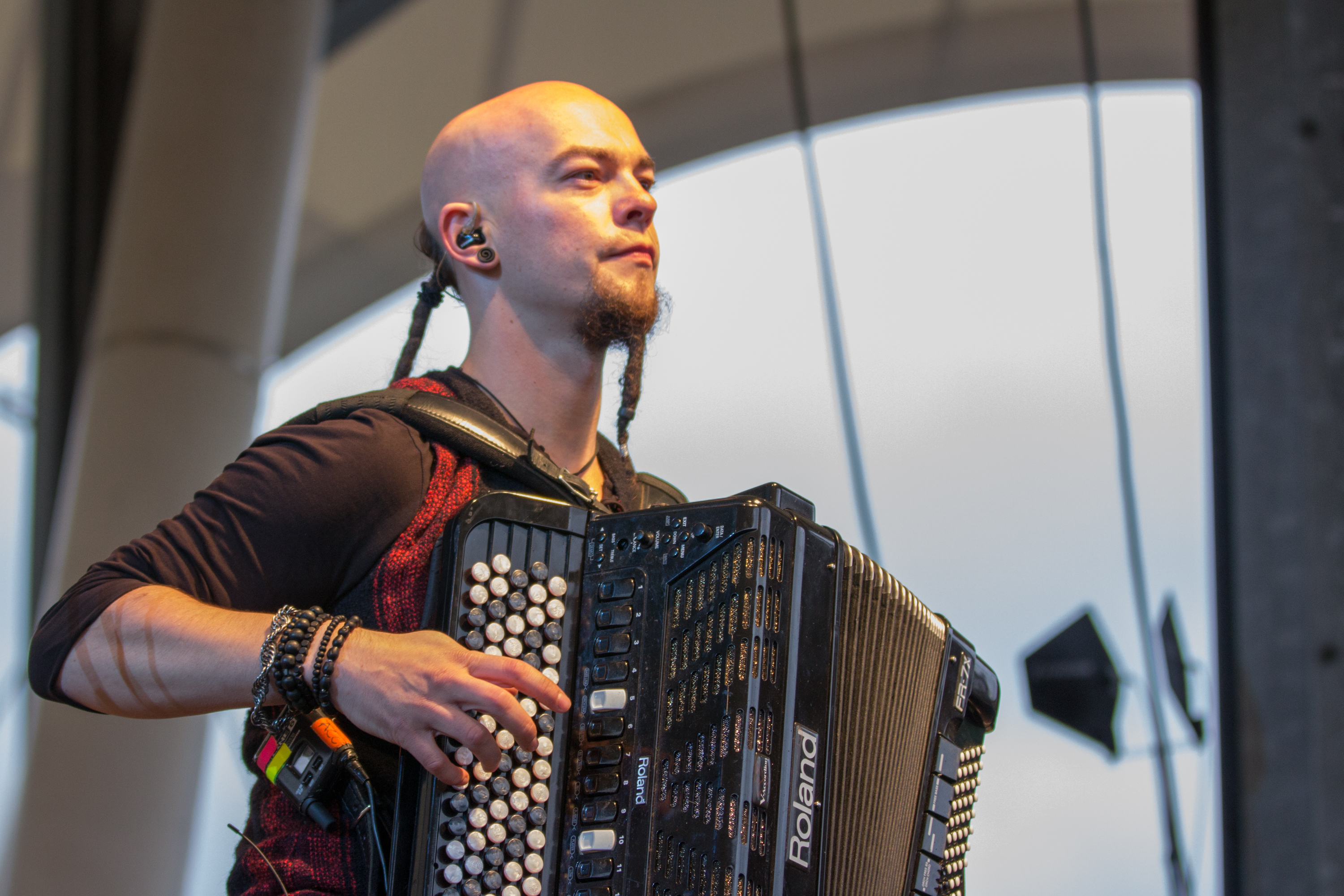
Самі Перттула

Скрипаль гурту Туомас Рунакарі покинув гурт у 2022 році.

### Альбом Rankarumpu
15 лютого 2024 року гурт випустив відео кліп на нову пісню "Aita" Сингл з майбутнього альбому Rankarumpu випуск якого заплановано 5 квітня 2024 року.
7 листопада гурт випустив кліп на пісню "Sauna",  що входить в новий альбом.

## Учасники гурту

### Поточний склад

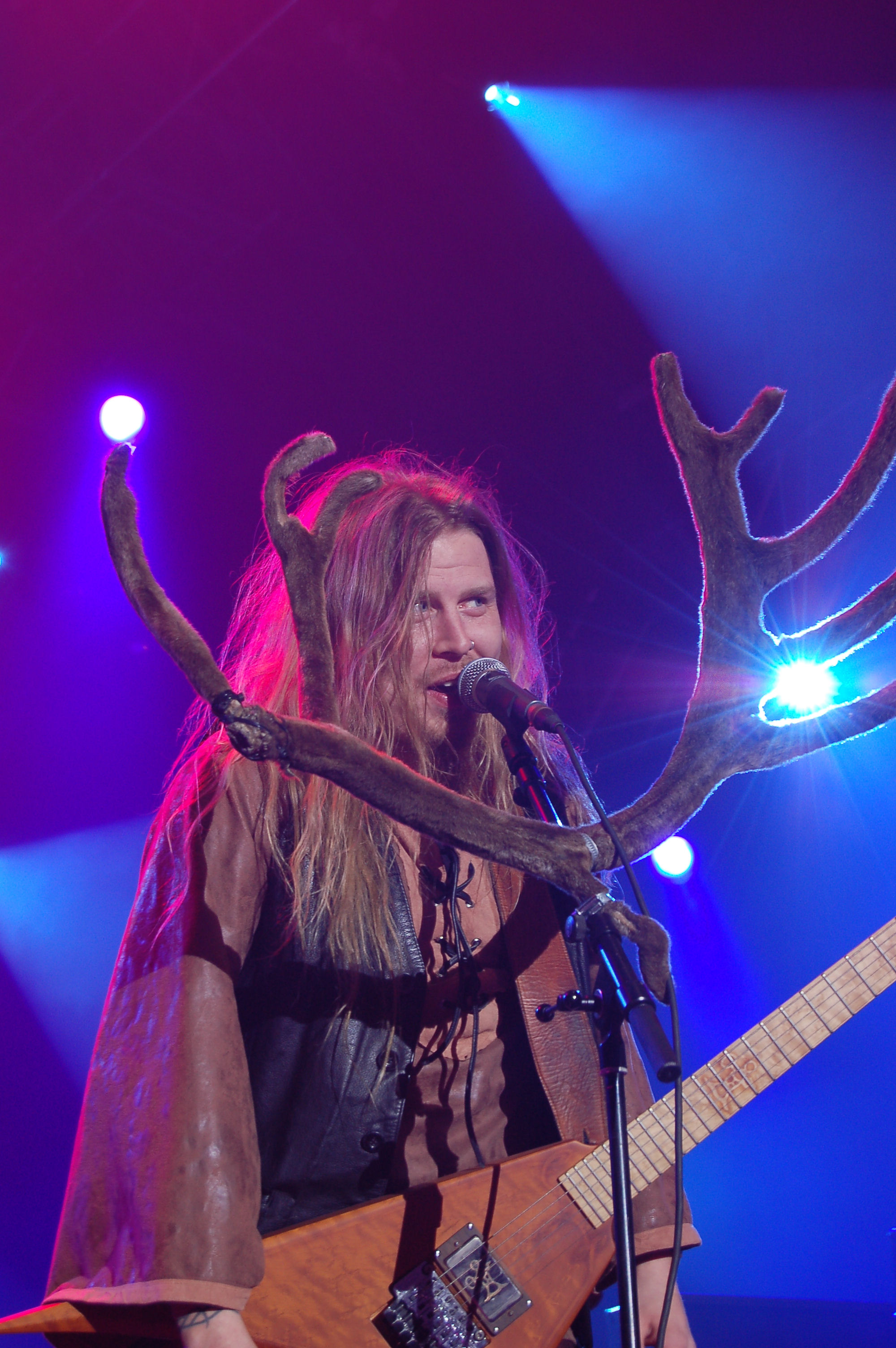
Йонне Ярвеля

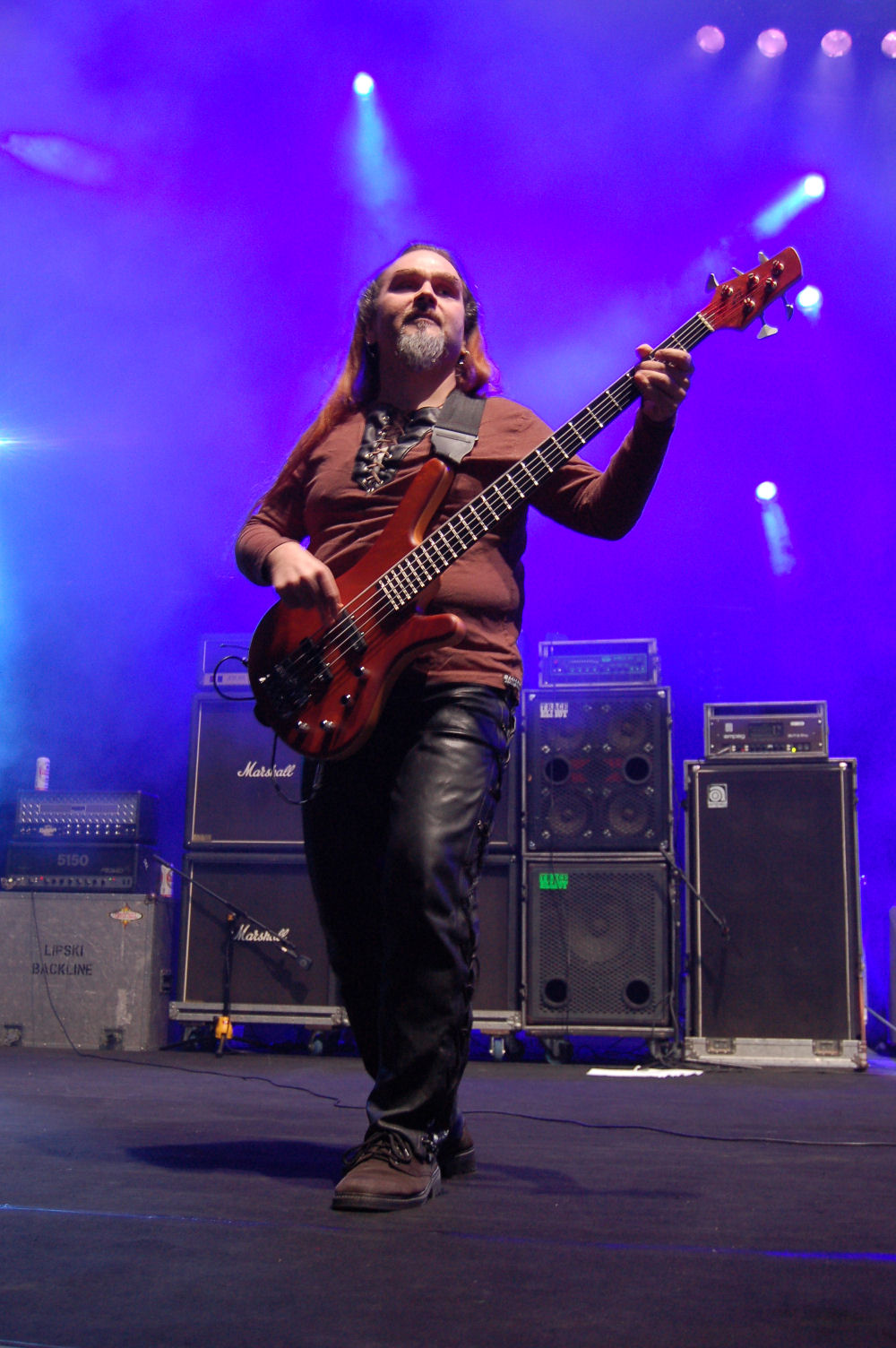
Яркко Аалтонен

- Йонне Ярвеля — вокал, гітара
- Калле «Кейн» Савіярві — гітара
- Яркко Аалтонен — бас-гітара
- Оллі Вянска — скрипка (з 2022)
- Самі Перттула — акордеон (з 2013)
- Самулі Мікконен — ударні (з 2020)

### Колишні учасники
- Матті «Матсон» Йоханссон — ударні, також учасник гурту Falchion (2003–2019)
- Маарен Аікіо — вокал, ударні (1993—1996)
- Юке Еракангас — ударні, клавішні, задній вокал (1999)
- Ілкка Кіпелаінен — бас-гітара, задній вокал (1999)
- Теро Пііраінен — гітари, клавішні, задній вокал (1999)
- Саму Руотсалайнен (з гурту Finntroll) — ударні (2002—2003)
- Янне Гетау — бас-гітара (2002)
- Хоссе Латвала — ударні (2002)
- Веера Мухлі — клавішні (2002)
- Тоні Науккі — гітари (2002)
- Хенрі «Трольхорн» Сорвалі — клавішні (2002)
- Яакко «Хіттавайнен» Лемметтю — скрипка, йоухікко, волинка, губна гармоніка, мандоліна, флейта (2003—2011)
- Тоні «Хонка» Хонканен — гітари (2003—2005)
- Алі Мяаття — ударні (2003—2005)
- Арто Тіссарі — бас-гітара (2003—2005)
- Юхо Кауппінен — акордеон (2004—2013)
- Теему Еерола — скрипка (2011)
- Туомас Роунакарі — скрипка (2012—2022)

## Дискографія

### Альбоми
Гурт під ім'ям Shamaani Duo
- 1996 — Hunka Lunka

Гурт під ім'ям Shaman
- 1999 — Idja
- 2002 — Shamániac

Гурт під ім'ям Korpiklaani
- 2003 — Spirit of the Forest — Napalm Records
- 2005 — Voice of Wilderness — Napalm Records
- 2006 — Tales Along This Road — Napalm Records
- 2007 — Tervaskanto — Napalm Records
- 2008 — Korven Kuningas — Nuclear Blast
- 2009 — Karkelo — Nuclear Blast
- 2011 — Ukon Wacka — Nuclear Blast
- 2012 — Manala — Nuclear Blast
- 2015 — Noita — Nuclear Blast
- 2017 — Live at Masters of Rock (концертний альбоми)
- 2018 — Kulkija
- 2021 — Jylhä
- 2024 — Rankarumpu[en]

### Сингли
- 2008 — Keep on Galloping — Nuclear Blast
- 2009 — Vodka — Nuclear Blast
- 2010 — Ukon Wacka — Nuclear Blast